# CS Minaur Baia Mare (handball féminin)
Ne doit pas être confondu avec le club de handball masculin du Minaur Baia Mare.
Maillots
Dernière mise à jour : 24 décembre 2020.
Le CS Minaur Baia Mare est un club féminin de handball basé à Baia Mare en Roumanie et fondé en 2015. Il prend la suite du Handbal Club Municipal Baia Mare (ou  HCM Baia Mare), créé en 1960 et contraint de déposer le bilan en 2016. 

## Historique

### Handbal Club Municipal Baia Mare
Après avoir évolué dans les divisions inférieures, le club accède pour la première fois dans le championnat de Roumanie en 1975 mais est toutefois relégué dès sa première saison. En 1978, le club atteint la finale de la coupe de Roumanie et accède à nouveau à l'élite roumaine. La progression est fulgurante puisque Baia Mare termine deuxième du championnat en 1979 et atteint à nouveau la finale de la Coupe de Roumanie en 1980.
Pourtant, ces résultats font long feu puisque le club chute rapidement dans la hiérarchie et est relégué en deuxième division en 1982. Il retrouve la D1 en 1990, terminant sept fois à la 5e place et deux fois à la 5e place en 2007 et 2008. Ces bons résultats lui permettent d'entamer plusieurs campagnes européennes, atteignant les quarts de finale de la coupe des vainqueurs de coupe (C2) en 1997 puis la finale de la coupe Challenge (C4) en 2003.
Pendant cette période, le club change régulièrement de nom, principalement du fait de parrainage : Constructorul (1960-1963 et 1965-1993), CSO (1963-1965), Șuiorul Construcții (1993-1996), Șuiorul AGECOM (1996-1998), AGECOM (1998-1999), Era (1999-2001), HC Selmont (2001-2005) et HCM Știința (2009-2011).
La saison 2012-2013 marque un tournant pour le club : alors que l'Oltchim Râmnicu Vâlcea, le meilleur club roumain depuis plus de 25 ans, vit ses dernières heures avant la faillite, le HCM Baia Mare effectue une saison exemplaire, remportant la Supercoupe (ro) et la coupe de Roumanie puis terminant vice-champion de Roumanie.
En 2014, après avoir réalise le triplé Championnat-Coupe-Supercoupe, HCM Baia Mare dit vouloir jouer les premiers rôles sur le plan national et bâtir une équipe compétitive pour disputer la Ligue des champions. Ainsi, dès janvier 2014, le club se lance dans une politique de recrutement visant à recruter des joueuses reconnues internationalement pour atteindre ses objectifs, à l'image de la star norvégienne Camilla Herrem, les brésiliennes Alexandra do Nascimento (meilleure joueuse du monde 2012) et Bárbara Arenhart, la néerlandaise Lois Abbingh et la roumaine Valentina Neli Ardean Elisei, tout en conservant les meilleures joueuses roumaines de son effectif, comme Adriana Nechita et Paula Ungureanu.
Après deux saisons au plus haut niveau, l'équipe atteignant à deux reprises les quarts de finale de la Ligue des Champions, le club rencontre de sérieux problèmes financiers durant la saison 2015-2016, qui le contraignent à geler le paiement des salaires des joueuses pendant huit mois,. À l'été 2016, toutes les joueurs quittent le club qui est mis en dépôt de bilan.

### CS Minaur Baia Mare
Fondé en 2015, CS Minaur est un club de droit public appartenant à la mairie de Baia Mare, dont l'objectif principal est de reprendre la marque Minaur (en lien avec l'historique minier de la ville) et de la ramener au premier plan des activités sportives. Toutefois, la première saison du club démarre en D2 en 2016, succédant ainsi au HCM. En 2018, le club remporte le championnat de D2 et accède dans le Championnat de première division.
Alors que la saison 2019/2020 est interrompue à cause de la pandémie de Covid-19, le club est alors classé troisième, ce qui lui permet d'obtenir sa qualification pour la Ligue européenne 2020-2021. Le club recrute alors les internationales suédoises Filippa Idéhn et Linn Blohm (meilleure pivot du championnat du monde 2019), la brésilienne Karoline de Souza (championne du monde en 2013), la serbe Jelena Lavko ainsi que la roumaine Cristina Laslo.

## Palmarès
compétitions internationales
- quart-de-finaliste de la Ligue des champions (C1) en 2015 et 2016
- quart-de-finaliste de la coupe des vainqueurs de coupe (C2) en 1997
- finaliste de la coupe Challenge (C4) en 2003

compétitions nationales
- champion de Roumanie en 2014
  - Deuxième en 1979, 2013, 2015, 2016
- vainqueur de la coupe de Roumanie en 2013, 2014 et 2015
  - Finaliste en 1978, 1980
- vainqueur de la Supercoupe de Roumanie (ro) en 2013, 2014 et 2015

## Joueuses historiques
| HCM Baia Mare - Lois Abbingh : de 2014 à 2016 - Valentina Neli Ardean Elisei : de 2014 à 2016 - Bárbara Arenhart : de 2014 à 2015 - Eliza Buceschi : de 2013 à 2015 - Ekaterina Davidenko : de 2014 à 2015 - Alexandra do Nascimento : de 2014 à 2016 - Melinda Geiger : de 2003 à 2010 et 2012 à 2016 | - Camilla Herrem : de 2014 à 2015 - Katarina Ježić : de 2015 à 2016 - Anastasia Lobach : de 2014 à 2016 - Ksenia Makeeva : de 2014 à 2015 - Ionica Munteanu : de 2015 à 2016 - Adriana Nechita : de 2013 à 2016 - Allison Pineau : de 2015 à 2016 - Paula Ungureanu : de 2013 à 2016 | CS Minaur Baia Mare - Linn Blohm : depuis 2020 - Filippa Idéhn : depuis 2020 - Cristina Laslo : depuis 2020 - Jelena Lavko : depuis 2020 - Karoline de Souza : depuis 2020 - Helena Ryšánková : depuis 2020 |